# Decipisagitta sibogae
Decipisagitta sibogae is een soort in de taxonomische indeling van de pijlwormen (Chaetognatha). 
De worm behoort tot het geslacht Decipisagitta en behoort tot de familie Sagittidae. De wetenschappelijke naam van de soort werd voor het eerst geldig gepubliceerd in 1906 door Fowler.